# Michael Pitt
Michael Carmen Pitt (West Orange, 10 aprile 1981) è un attore e musicista statunitense.

## Biografia
Nasce a West Orange, nel New Jersey, nel 1981, ultimo dei quattro figli di Donald B. Pitt, un meccanico d'origini perlopiù inglesi, e di Eleanor Carol DeMaio, una cameriera d'origini italiane ed irlandesi. All'età di 10 anni, annuncia ai genitori la sua decisione di voler diventare attore. A soli 16 anni si trasferisce a New York, dove si cerca un lavoro modesto e vive in un appartamento con nove coinquilini.
Nel 1999 Pitt fa il suo debutto off-Broadway nella commedia The Trestle at Pope Lick Creek presso il New York Theatre Workshop. Un agente lo nota e lo propone per una serie televisiva, Dawson's Creek. Al ruolo dell'amante di un travestito rockstar in Hedwig - La diva con qualcosa in più nel 2001 seguirono ruoli da attore non protagonista in alcuni film hollywoodiani come Bully e Formula per un delitto, fino ad essere chiamato come protagonista in The Dreamers, di Bernardo Bertolucci. Nel film Last Days interpreta una rockstar eroinomane ispirata alla figura di Kurt Cobain. Michael è leader e cofondatore di una band Post-grunge di cui è cantante e chitarrista: i Pagoda, che nel 2007 ha pubblicato il suo primo album, omonimo.
Nel 2010 ha recitato nella serie televisiva prodotta dalla HBO Boardwalk Empire - L'impero del crimine nel ruolo di co-protagonista insieme a Steve Buscemi, con il quale aveva già recitato nel film Delirious - Tutto è possibile. Nel 2014 prende parte ad alcuni episodi della seconda stagione della serie televisiva Hannibal nel ruolo del sadico e brutale Mason Verger, ruolo che poi coprirà l'attore Joe Anderson. Inoltre nel 2014 è protagonista del film I Origins. Poi nel 2015 affianca Isabelle Huppert nel film Il condominio dei cuori infranti. Infine nel 2017 ha ottenuto il ruolo di Hideo Kuze, alias il Marionettista, nell'adattamento cinematografico live-action della serie manga e anime Ghost in the Shell, diretto da Rupert Sanders.

## Vita privata
Dal 2003 al 2004 ha avuto una relazione con l'attrice Asia Argento, per poi frequentare la modella Jamie Bochert, la cui relazione finirà nel 2014.
Nel luglio 2022 fu arrestato con l'accusa di aggressione e furto dopo aver presumibilmente colpito più volte un altro uomo e avergli preso il telefono. Due mesi dopo venne ricoverato in ospedale e ritenuto "emotivamente disturbato" dopo che venne accusato di aver lanciato oggetti contro le persone dal tetto di un edificio.

## Filmografia

### Attore

#### Cinema
- Studio 54 (54), regia di Mark Christopher (1998)
- Hi-Life, regia di Roger Hedden (1998)
- Even Housewives in Minnesota Have Those Daydreams, regia di Jonathan Michals (1999)
- Mambo Cafè, regia di Reuben Gonzalez (2000)
- Scoprendo Forrester (Finding Forrester), regia di Gus Van Sant (2000)
- Hedwig - La diva con qualcosa in più (Hedwig and the Angry Inch), regia di John Cameron Mitchell (2001)
- The Yellow Bird, regia di Faye Dunaway (2001)
- Bully, regia di Larry Clark (2001)
- Formula per un delitto (Murder by Numbers), regia di Barbet Schroeder (2002)
- The Dreamers - I sognatori (The Dreamers), regia di Bernardo Bertolucci (2003)
- Rhinoceros Eyes, regia di Aaron Woodley (2003)
- Wonderland (Wonderland), regia di James Cox (2003)
- Jailbait, regia di Brett C. Leonard (2004)
- Ingannevole è il cuore più di ogni cosa (The Heart Is Deceitful Above All Things), regia di Asia Argento (2004)
- The Village, regia di M. Night Shyamalan (2004)
- Last Days, regia di Gus Van Sant (2005)
- Perfect Partner, regia di Kim Gordon e Phil Morris (2005)
- Delirious - Tutto è possibile (Delirious), regia di Tom DiCillo (2006)
- The Hawk Is Dying, regia di Julian Goldberger (2006)
- Seta, regia di François Girard (2007)
- Funny Games, regia di Michael Haneke (2007)
- 7 psicopatici (Seven Psychopaths), regia di Martin McDonagh (2012) - cameo
- You Can't Win, regia di Robinson Devor (2013)
- I Origins, regia di Mike Cahill (2014)
- Rob the Mob, regia di Raymond De Felitta (2014)
- Il condominio dei cuori infranti (Asphalte), regia di Samuel Benchetrit (2015)
- Criminal Activities, regia di Jackie Earle Haley (2015)
- Criminal, regia di Ariel Vromen (2016)
- Ghost in the Shell, regia di Rupert Sanders (2017)
- Gioventù perduta (Run with the Hunted), regia di John Swab (2019)
- The Last Days of American Crime, regia di Olivier Megaton (2020)
- Città d'asfalto (Black Flies), regia di Jean-Stéphane Sauvaire (2023)
- Reptile, regia di Grant Singer (2023)
- Il giorno dell'incontro (Day of the Fight), regia di Jack Huston (2023)

#### Televisione
- Dawson's Creek – serie TV, 15 episodi (1999-2000)
- Law & Order - Unità vittime speciali (Law & Order: Special Victims Unit) – serie TV, episodio 3x13 (2002)
- Boardwalk Empire - L'impero del crimine (Boardwalk Empire) – serie TV, 25 episodi (2010-2012) - Jimmy Darmody
- Hannibal - serie TV, 3 episodi (2014)
- La storia di Lisey (Lisey's Story), regia di Pablo Larraín - miniserie TV, 8 episodi (2021)

### Produttore
- I Origins, regia di Mike Cahill (2014)

## Doppiatori italiani
Nelle versioni in italiano dei suoi film, Michael Pitt è stato doppiato da:
- Francesco Pezzulli in The Dreamers - I sognatori, Last Days, Seta, Funny Games, Hannibal, Città d'asfalto
- Stefano Crescentini in Boardwalk Empire - L'impero del crimine, 7 psicopatici, I Origins, Criminal Activities, Il giorno dell'incontro
- David Chevalier in Formula per un delitto, Criminal
- Davide Lepore in Dawson's Creek
- Davide Perino in Scoprendo Forrester
- Fabrizio Manfredi in Hedwig - La diva con qualcosa in più
- Simone Crisari in Law & Order - Unità vittime speciali
- Francesco Venditti in Ingannevole è il cuore più di ogni cosa
- Massimo Di Benedetto in Delirious - Tutto è possibile
- Omar Vitelli in Jailbait
- Gianfranco Miranda in Ghost in the shell
- Alessandro Campaiola in Rob the Mob
- Gabriele Sabatini in Reptile

Da doppiatore è sostituito da:
- Riccardo Scarafoni in Animals